# Neodymi(III) biselenat
Neodymi(III) biselenat là một hợp chất vô cơ, một loại muối axit của kim loại neodymi và axit selenic với công thức Nd(HSeO4)3, tinh thể màu hoa hồng, tan trong nước. Công thức của hợp chất dưới dạng axit là H3Nd(SeO4)3.

## Điều chế
Hòa tan neodymi(III) oxit trong axit selenic theo tỉ lệ thích hợp sẽ tạo ra muối axit:
{\displaystyle {\mathsf {Nd_{2}O_{3}+6H_{2}SeO_{4}\ {\xrightarrow {}}\ 2Nd(HSeO_{4})_{3}+3H_{2}O}}}

## Tính chất vật lý
Neodymi(III) biselenat tạo thành tinh thể màu hoa hồng dạng lục giác, nhóm không gian P63/m, các hằng số a = 0,9561 nm, b = 0,9561 nm, c = 0,6058 nm, α = 90°, β = 90°, γ = 120°, Z = 2.